# Mabea salicoides
Mabea salicoides är en törelväxtart som beskrevs av Hans-Joachim Esser. Mabea salicoides ingår i släktet Mabea och familjen törelväxter. Inga underarter finns listade i Catalogue of Life.